# Ишимцева, Коринна Сергеевна
Кори́нна Серге́евна Иши́мцева (8 февраля 1984, Павлодар, Казахская ССР) — казахстанская волейболистка, игрок сборной Казахстана до 2018 года, Мастер спорта Республики Казахстан международного класса.

## Карьера
Коринна училась в павлодарской специальной школе-интернате для детей одаренных в спорте. Карьеру начинала в павлодарском клубе «Иртыш-Казхром Павлодар», затем перешла в клуб "Рахат " из Алматы. В его составе семь раз становилась чемпионом Казахстана. В 2007 году в составе «Рахата» выиграла клубный чемпионат Азии. До расформирования клуба «Рахат» в 2008 году была его игроком.
Сезон 2008/09 года провела в хабаровском «Самородке», с которым заняла 4 место в российской Суперлиге.
В 2009 году вернулась в Казахстан, где стала выступать за талдыкорганский клуб «Жетысу». В его составе трижды стала чемпионом Казахстана.
В сезоне 2016/17 была признана лучшим пасующим чемпионата. В мае 2017 года перешла в ЖВК «Алтай» из Усть-Каменогорска.
С 2001 года привлекалась к играм за сборную Казахстана, в 2011—2015 годах была капитаном сборной.
В составе национальной сборной была участницей Олимпиады 2008 в Пекине и двух Чемпионатов мира — 2010 в Японии и 2014 в Италии, а также других международных турниров.
В составе сборной Коринна стала серебряным призёром Чемпионата Азии 2005 и бронзовым призёром Азиады 2010.
Коринна — десятикратный чемпион Казахстана.